# Charles George Gordon
Charles George Gordon, även känd som Chinese Gordon, född 28 januari 1833 i Woolwich, London, död 26 januari 1885 i Khartoum, Sudan, var en brittisk general, nationalhjälte och krigsveteran från Krim, Kina och Afrika.

## Från Krim till Kina och hem
Charles George Gordon var son till en generalmajor. Han genomgick Krigsakademien i Woolwich och mottog sin officersfullmakt 1852 som fänrik i ingenjörstrupperna. Gordon deltog sedan 1855–1856 som löjtnant i Krimkriget. Han biträdde 1856–1857 vid gränskommissionerna i Bessarabien och Armenien och utförde 1858 åter ett liknande uppdrag i Armenien. Gordon var från september 1860 med i det fransk-brittiska kriget mot Kina (andra opiumkriget) och tillhörde de trupper, som efter krigets slut stannade kvar i landet. I december 1862 befordrades han där till (tillfällig) major. I mars 1863 övertog han på kinesisk begäran befälet över den lilla armé - av kineserna kallad "Den alltid segrande armén" - som köpmän i Shanghai tre år tidigare utrustat för att bekämpa taipingupproret. Genom en rad segrar 1863–1864 lyckades han starkt bidra till ett slut på det långvariga inbördeskriget, som fram till dess krävt tiotals miljoner människoliv. 
Efter att Tongzhi-kejsaren utnämnde honom till tidu, det vill säga general i Kinas armé, och samtidigt förärat honom hedersutmärkelsen den gula jackan, kejsarens färg, återvände Gordon till England. Han hade 1864 utsetts till överstelöjtnant i brittiska armén, och tillbringade åren 1865–1871 som fortifikationsofficer i Gravesend, samtidigt som han ägnade sig åt filantropisk verksamhet.

## Åter i Asien
År 1871 utsågs han till brittisk medlem av den internationella kommissionen i Galați att säkra sjöfarten i hamnen Sulina och utnämndes 1872 till överste. År 1874 begav han sig med den brittiska regeringens samtycke till Egypten där han utnämndes till egyptisk överste och i khedivens tjänst övertog posten som guvernör över landets ekvatorialprovinser. På grund av att hans kamp mot slavhandeln i regionen hamnade i konflikt med uppdraget, avsade han sig i slutet av 1876 sitt ämbete. Gordon återvände i början av 1877 som generalguvernör över Sudan, Darfur och ekvatorialprovinserna och fortsatte där sitt arbete med att undertrycka slavhandeln, samt utveckla landets förvaltning och kommunikationsväsende.
År 1879 tvingades Gordon av hälsoskäl att avgå och återvände till England året därpå. Efter att i mars samma år ha avslagit ett anbud från kung Leopold II av Belgien att ta över styret av Kongofristaten gjorde han samma år ett misslyckat försök som privatsekreterare åt den nye indiske vicekungen lord Ripon. Han kallades samtidigt med sin avgång från denna post till Kina, där han med sitt inflytande var med och skapade förutsättningar för en fredlig lösning av konflikten med Ryssland, och återkom till England före årets slut.

## Afrika
Åren 1881–1882 förde han befälet över ingenjörstrupperna på Mauritius. Gordon befordrades 1882 till generalmajor vilket blev slutpunkten för hans militära karriär. Gordon företog samma år en mission till Sydafrika för att stävja stridigheterna i Basutoland, vilken emellertid misslyckades på flera sätt. Efter att ha tillbringat året 1883 i Palestina stod han 1884 enligt överenskommelse med Leopold II av Belgien i begrepp att träda i dennes tjänst i Kongo. Gordon åtog sig dock i stället att återvända till Egypten, i vars sudanesiska provinser mahdistupproret rasade, och tog i februari 1884 som generalguvernör över Sudan med residens i Khartoum.
Gordons uppgift var att verkställa utrymningen av Sudan, som av britterna inte ansågs värt att försvara. Ställd inför uppgiften, vars svårigheter han tydligt underskattat, ville han varken utrymma Sudan utan att lämna någorlunda tryggade förhållanden efter sig, eller överge de egyptiska garnisonerna på sina avlägsna poster. Hans föreslog att landets styrelse skulle uppdras åt Zobeir Pascha, hans gamle motståndare från kampen mot slavhandeln, men detta avböjdes av den brittiska regeringen. Under de utdragna förhandlingarna på våren 1884 skars förbindelsen av med Egypten. Gordon blev instängd i Khartoum, som han under alltmer förtvivlade förhållanden försvarade.

## Slutet
Alltför sent, och driven av en folklig opinion snarare än av ändrade uppfattningar i sakfrågan, beslöt den brittiska regeringen att utrusta en undsättningsexpedition från Egypten under befäl av sir Garnet Wolseley. Expeditionen drog dock ut på tiden och när dess förtrupper väl anlände till Khartoum hade Gordon dött bara två dagar tidigare, under stormningen av Khartoum den 26 januari 1885. Trots att mahdin gett order om att Gordon skulle gripas levande hade han halshuggits och huvudet hade sedan visats upp på ett spjut.

## Gordons eftermäle
Gordons brev och dagböcker har till stor del blivit offentliggjorda, i publikationer som Reflections in Palestina (1883), Letters from the Crimea, the Danube and Armenia (1884), Private diary of his exploits in China (1885), Letters to his sister (s.å.), The journals at Kartoum (s.å.), Diary of the Taiping revolution (1890). I Khartoum restes 1902 en ryttarstaty över Gordon av den brittiske skulptören Onslow Ford, där Gordon framställs ridande på en kamel. En avgjutning finns även uppställd i Chatham.
Av litteraturen om Gordon kan nämnas Wilson, The ever victorious army (1868), Birkbeck Hill, Gordon in Central Africa (1881), Hake, Story of the Chinese Gordon (1883-1885), H.W. Gordon, Events in the life of Gordon (1885), Cromer, Modern Egypt (1908), engelska biografier av Forbes (1884), Barnes (1885), Butler (1889), Churchill (1891) och Boulger (1896) samt Cecilia Bååth-Holmbergs svenska levnadsteckning Charles George Gordon (1894).